# 뉴욕에 간 귀뚜라미 체스터
《뉴욕에 간 귀뚜라미 체스터》(The Cricket in Times Square)는 미국의 동화 작가 조지 셀던 톰프슨이 1960년에 발표한 동화이다. 삽화는 가스 윌리엄즈가 맡았다. 한국어판은 시공사의 어린이도서부서인 시공주니어에서 1998년에 출판되었다.

## 줄거리
세계에서 가장 번화한 도시 뉴욕. 그 곳의 지하철역에 사는 터커는 뉴욕에 사는 생쥐답게 세상 물정에 밝다. 시골 풀밭에서 풀잎과 나뭇잎만 먹으며 살던 귀뚜라미 체스터는, 어느 날 코네티컷으로 소풍온 사람들의 빨간 소시지를 훔쳐 먹다가 소풍 가방에 갇혀, 멀고 먼 뉴욕까지 오게 된다. 낯선 곳에 온 체스터는 아주 무서운,  생쥐 터커와 고양이 해리의 도움으로 차츰 도시 생활에 익숙해지는데……. 
The one cricket's named chester arrived New York city.He arrived New York city by some people.When he arrived New York City,he couldn't live very well but Tucker Mouse and Harry cat helped him so he could live very well.....